# 納秀畢吐龍屬
溪涧龙属，又译纳秀毕吐龍屬，（源於納瓦荷語的，屬名全意為「溪流蜥蜴」）是種鳥腳亚目鴨嘴龍科恐龍，生存於晚白堊紀，約7300萬年前。化石發現於美國新墨西哥州聖胡安縣的嘉德蘭組，目前只發現一個部份骨骼。這個化石最初被傑克·霍納（Jack Horner）歸類於小貴族龍。纳秀毕吐龍與小貴族龍之間有複雜的分類歷史。

## 敘述
纳秀毕吐龍的化石只有一個部份骨骼（編號NMMNH P-16106），其生理特徵資訊不多。纳秀毕吐龍的眼睛前方，具有低矮的鼻骨冠飾，但拱起幅度沒有其相近物種格里芬龍大。

## 分類
纳秀毕吐龍屬於櫛龍亞科，因為牠們缺乏內部中空的頭冠。纳秀毕吐龍與具有實心頭冠的櫛龍是近親。如果纳秀毕吐龍與小貴族龍是同種動物，較早命名的小貴族龍將具有優先權。

## 歷史
纳秀毕吐龍有非常混亂的分類歷史。纳秀毕吐龍的模式標本是由David Gillette與David Thomas挖出，發現於嘉德蘭組的Naashoibito段，是嘉德蘭組的最年輕一層，也是纳秀毕吐龍的名稱來源。但實際上，其化石來自於嘉德蘭組的De-na-zin段，年代更為古老，屬於坎潘階晚期。在1992年，傑克·霍納（Jack Horner）敘述了這個頭骨，認為該頭骨屬於一個小貴族龍的幼年個體。在同一年，阿德里安·亨特（Adrian Hunt）與史賓賽·盧卡斯（Spencer G. Lucas）將其顱後骨骼歸類於薩斯喀徹溫埃德蒙頓龍（E. saskatchewanensis）；兩人認為頭骨部份不屬於埃德蒙頓龍，而小貴族龍的有限化石無法得出任何識別的特徵，因此將小貴族龍列為疑名，並將該頭骨建立為纳秀毕吐龍（Naashoibitosaurus）。
在2000年，湯瑪斯·威廉森（Thomas Williamson）比較了纳秀毕吐龍與小貴族龍的頭骨，發現兩者形態上的差異，可能是因不同年齡產生的。威廉森與亨特、盧卡斯的見解不同，他認為小貴族龍的模式標本可供鑒定，而且與纳秀毕吐龍不同。他同時指出霍納對鴨嘴龍亞科鼻骨的見解，提出不同意見。威廉森並指出纳秀毕吐龍的化石出處有問題，與小貴族龍的化石年代相同，而非來自於較年輕的地層。在傑克·霍納等人於2004年出版的《The Dinosauria》中，纳秀毕吐龍與小貴族龍被列為不同屬。纳秀毕吐龍的部份頭骨缺乏喙狀嘴與下頜，造成鑑定、比較上的困難。纳秀毕吐龍目前只有一個標本，需要更多的化石，才能了解纳秀毕吐龍與小貴族龍的分類關係。

## 古生態學
如同其他鴨嘴龍類，纳秀毕吐龍是種大型、二足、植食性恐龍，頭部構造複雜，下頜可以做出類似咀嚼的研磨動作。牠們有數百顆牙齒，形成齒系（Dental batteries），會不斷成長、更換，同一時間只會使用少部份牙齒。牠們會用喙嘴切斷植物，並將食物置於兩旁的頰囊中。牠們以離地面四公尺以下的植物為食。如果纳秀毕吐龍與小貴族龍是不同的屬，目前仍不清楚牠們將如何區分食物資源。

## 外部連結
- Naashoibitosaurus at DinoData （页面存档备份，存于）（英文）
- Status of fossil species （页面存档备份，存于）（英文）
- PDF file on hadrosaurs（英文）